# Джордже Йокич
Джордже Йокич (серб. Ђорђе Јокић / Đorđe Jokić, нар. 20 січня 1981, Рашка) — сербський футболіст, що грав на позиції захисника.
Виступав, зокрема, за клуби ОФК (Белград) та «Торпедо» (Москва), а також національну збірну Сербії і Чорногорії.

## Клубна кар'єра
У дорослому футболі дебютував 1998 року виступами за команду «Бане», в якій провів два сезони, взявши участь у 38 матчах чемпіонату. 
Своєю грою за цю команду привернув увагу представників тренерського штабу клубу ОФК (Белград), до складу якого приєднався 2000 року. Відіграв за белградську команду наступні п'ять сезонів своєї ігрової кар'єри. Більшість часу, проведеного у складі ОФК (Белград), був основним гравцем захисту команди.
У 2005 році уклав контракт з клубом «Торпедо» (Москва), у складі якого провів наступні два роки своєї кар'єри гравця.  Граючи у складі московського «Торпедо» також здебільшого виходив на поле в основному складі команди.
Згодом з 2008 по 2012 рік грав у складі команд «Том» та «Динамо» (Брянськ).
Завершив ігрову кар'єру у команді «Воєводина», за яку виступав протягом 2012—2013 років.

## Виступи за збірні
У 2004 році залучався до складу молодіжної збірної Сербії і Чорногорії.
Того ж року захищав кольори олімпійської збірної Сербії і Чорногорії. У складі цієї команди провів 3 матчі.
Також, у 2004 році дебютував в офіційних матчах у складі національної збірної Сербії і Чорногорії.
Загалом протягом кар'єри в національній команді, яка тривала 2 роки, провів у її формі 4 матчі.